# Кайкавське наріччя

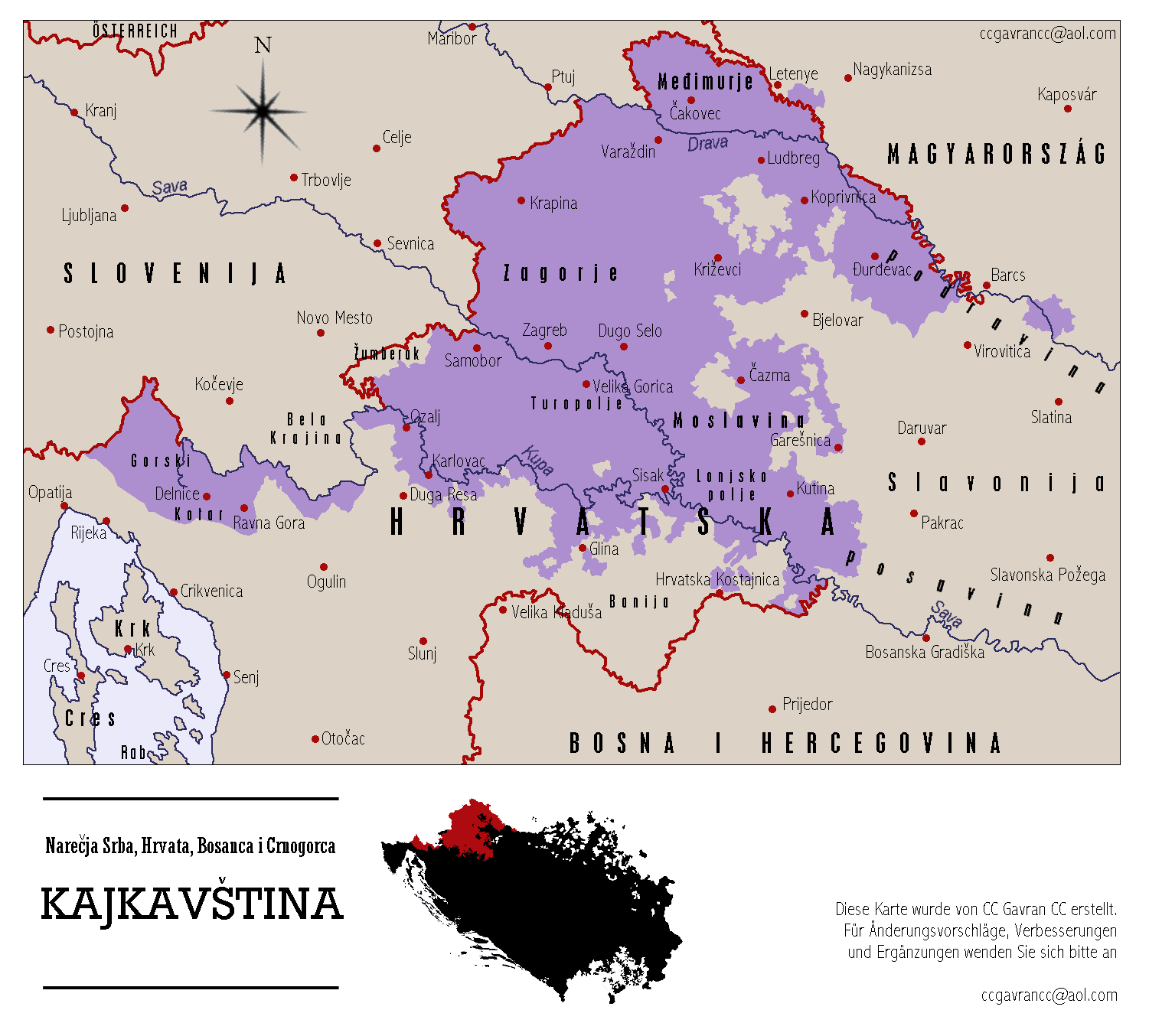
Розповсюдження кайкавиці

Кайкавське наріччя або кайкавиця (сербохорв. Кајкавско наречје, Kajkavsko narječje) — один із трьох головних діалектів хорватської мови. Назва діалекту, як і подібних до нього штокавиці і чакавиці походить від питального займенника kaj («що?»). Діалектом розмовляють у північній і північно-західній частині Хорватії, зокрема у столиці — Загребі, а також у декількох хорватсько-мовних областях Австрії, Угорщини та Румунії.